# 克罗泰
克罗泰（法語：Crottet，法語發音：[kʁɔtɛ]）是法国东部安省的一个市镇，属于布雷斯地区布尔格区。

## 地理
克罗泰（46°16'38"N, 4°53'32"E）面积12.12 平方千米，位于法国奥弗涅-罗讷-阿尔卑斯大区安省，该省份为法国东部省份，北起汝拉省，西北接索恩-卢瓦尔省，西接罗讷省和里昂大都会，南至伊泽尔省，东与萨瓦省、上萨瓦省和瑞士接壤。
与克罗泰接壤的市镇（或旧市镇、城区）包括：格列日、蓬德韦勒、勒普隆日、圣安德烈德巴热、韦勒河畔圣让、索恩河畔圣洛朗。

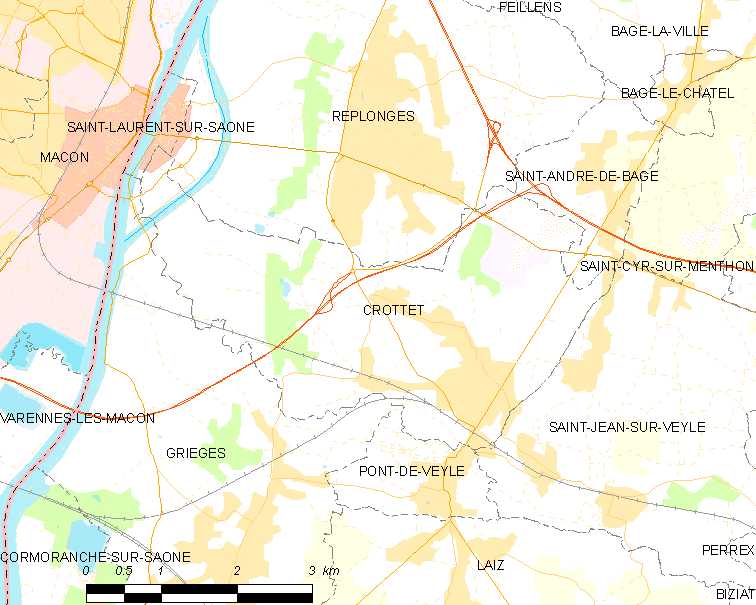
克罗泰的OSM定位图

克罗泰的时区为UTC+01:00、UTC+02:00（夏令时）。

## 行政
克罗泰的邮政编码为01290、01750，INSEE市镇编码为01134。

## 政治
克罗泰所属的省级选区为沃纳县。

## 人口

1962-2008年间克罗泰人口变化图示

克罗泰于2022年1月1日时的人口数量为1844人。